# Liste der Biografien/Dae
Liste der Biografien |
Portal Biografien |
Personensuche
# |
A |
B |
C |
D |
E |
F |
G |
H |
I |
J |
K |
L |
M |
N |
O |
P |
Q |
R |
S |
T |
U |
V |
W |
X |
Y |
Z |
?
 
Da |
Db |
Dc |
Dd |
De |
Dg |
Dh |
Di |
Dj |
Dk |
Dl |
Dm |
Dn |
Do |
Dq |
Dr |
Ds |
Du |
Dv |
Dw |
Dy |
Dz
 
Daa |
Dab |
Dac |
Dad |
Dae |
Daf |
Dag |
Dah |
Dai |
Daj |
Dak |
Dal |
Dam |
Dan |
Dao |
Dap |
Daq |
Dar |
Das |
Dat |
Dau |
Dav |
Daw |
Dax |
Day |
Daz
Die Liste der Biografien führt alle Personen auf, die in der deutschsprachigen Wikipedia einen Artikel haben. Dieses ist eine Teilliste mit 88 Einträgen von Personen, deren Namen mit den Buchstaben „Dae“ beginnt.

## Dae
- Dae, Charlit, US-amerikanischer Schauspieler, Stuntman und Stunt Coordinator

### Daea
- Daea, Petre (* 1949), rumänischer Agraringenieur und Politiker, Abgeordneter, Senator und Landwirtschaftsminister

### Daeb
- Daebeler, Franz (1929–2016), deutscher Agrarwissenschaftler und Hochschullehrer

### Daec
- Daecke, Sigurd Martin (* 1932), deutscher Theologe
- Daecolm, britischer Sänger und Songwriter

### Daed
- Daedelow, Ida (* 2007), deutsche Fußballspielerin
- Daedlow, Oliver (* 2000), deutscher Fußballspieler

### Daeg
- Daege, Eduard (1805–1883), deutscher Maler
- Daegens, Griete († 1452), niederländische Ordensfrau
- Daeger, Albert Thomas (1872–1932), US-amerikanischer Ordensgeistlicher und Erzbischof von Santa Fe

### Daeh
- Daehaeng, Kunsunim (1927–2012), südkoreanische Zen Meisterin
- Dæhlen, Kåre (1926–2020), norwegischer Diplomat
- Daehler, Helena (* 1987), Schweizer Schauspielerin, Sängerin, Songwriterin und Journalistin
- Dæhli, Sigurd (* 1953), norwegischer Orientierungsläufer und Ski-Orientierungsläufer
- Dæhlie, Bjørn (* 1967), norwegischer SkilangläuferBjørn Dæhlie (* 1967)

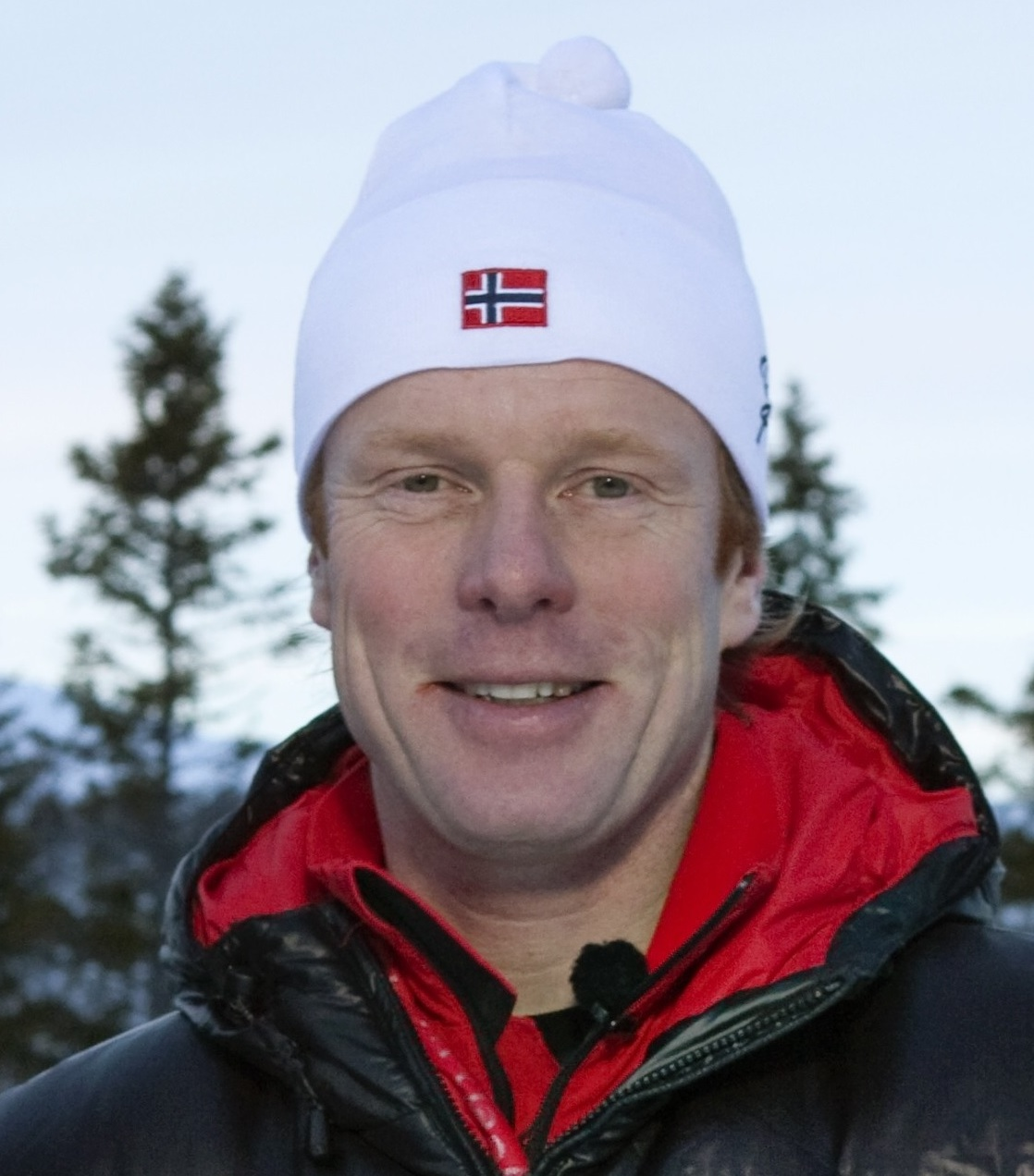
Bjørn Dæhlie (* 1967)

- Daehn, Ludwig (1865–1944), deutscher Offizier und Militärjurist
- Daehn, Walter (1929–2021), deutscher Kommunalpolitiker (DDR)
- Daehn, Werner (* 1967), deutscher Schauspieler
- Daehn, Wilhelm (1872–1943), deutscher Oberbürgermeister
- Daehne, Paul (* 1872), deutscher Publizist, Journalist, Schriftsteller, Illustrator und Buchgestalter
- Daehnhardt, Christian Johann Wilhelm (1844–1892), deutscher Arzt und Hochschullehrer an der Universität Kiel
- Daehnhardt, Rainer (* 1941), deutsch-portugiesischer Historiker, Waffensammler und Sachbuchautor
- Daehnke, Arthur (1872–1932), deutscher Amtsrichter und Offizier
- Daehre, Karl-Heinz (* 1944), deutscher Politiker (CDU), MdL

### Daei
- Daei, Ali (* 1969), iranischer Fußballspieler und -trainerAli Daei (* 1969)

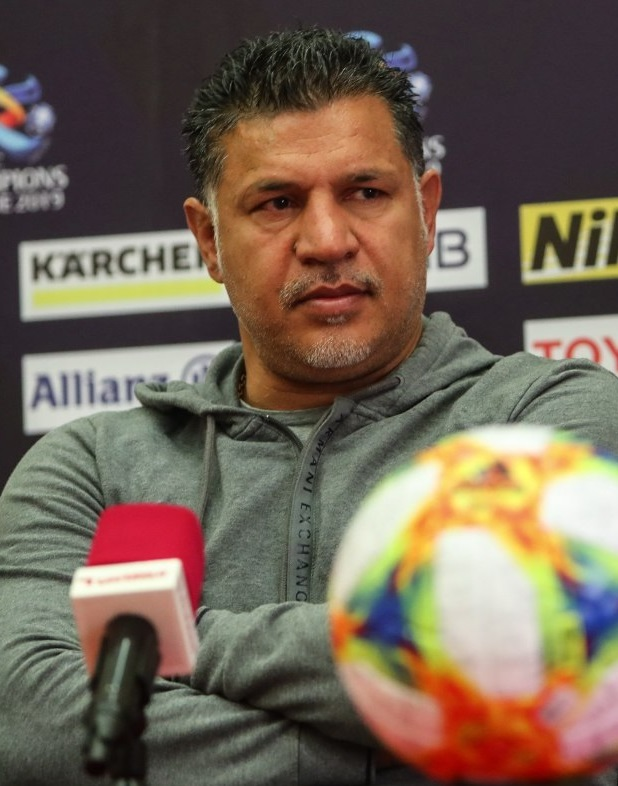
Ali Daei (* 1969)

### Dael
- Dael von Köth-Wanscheid, Friedrich Ludwig (1808–1883), deutscher Gutsbesitzer, Jurist, Bezirksgerichtsrat, Schriftsteller und Verbandspräsident
- Dael, Ben van (* 1965), niederländischer Fußballtrainer
- Dael, Jan Frans van (1764–1840), flämischer Blumen- und Früchtemaler
- Dael, Lucy van (* 1946), niederländische Violinistin
- Dael, Raul (* 1966), philippinischer Geistlicher, römisch-katholischer Bischof von Tandag
- Daele, Fritz van den (1891–1972), deutscher Architekturmaler, Maler und Stilllebenmaler
- Daele, Wolfgang van den (* 1939), deutscher Rechtswissenschaftler und Soziologe
- Daelemans, Anja (* 1967), belgische Filmproduzentin
- Daelemans, Léon (* 1949), belgischer Radrennfahrer
- Daelen, Deborah van (* 1989), niederländische Volleyballspielerin
- Daelen, Eduard (1848–1923), deutscher Maler und Schriftsteller
- Daelen, Mira van (* 1976), deutsche Ruderin
- Daelen, Reiner (1813–1887), deutscher Eisenhütten-Ingenieur, Technischer Direktor des Hörder Bergwerks- und Hüttenvereins
- Daelen, Reiner Maria (1843–1905), deutscher Eisenhütten-Ingenieur und Erfinder
- Daelen, Sonja van (* 1976), deutsche Ruderin
- Daelen, Ulla van (* 1962), deutsche Musikerin und KomponistinUlla van Daelen (* 1962)

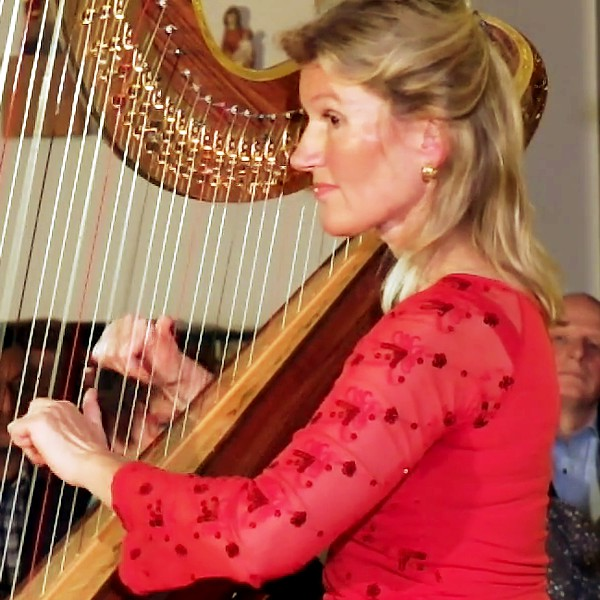
Ulla van Daelen (* 1962)

- Daelen-Strecker, Maria (1905–1993), deutsche Ärztin und Regierungsbeamte
- Daellenbach, Charles (* 1945), US-amerikanisch-kanadischer Tubist
- Daelman, Eric (* 1961), belgischer Karambolagespieler

### Daem
- Daembke, Georg Christoph von (1719–1775), zweiter Chef des Invalidenkorps und Kommandant des Invalidenhauses in Berlin
- Daemen, Daniel (* 1977), belgischer Jazzmusiker (Saxophon)
- Daemen, Joan (* 1965), belgischer Kryptologe
- Daemen, Maria Jacoba, niederländische Salzhändlerin
- Daemen, Oliver (* 2002), niederländischer Weltraumtourist, jüngster Raumfahrer
- Daemgen, Holger (* 1969), deutscher Schauspieler
- Daemgen, Marcel (* 1965), deutscher Musiker und Medienkünstler
- Daemi, Atena (* 1988), politische Gefangene im Iran
- Daems, Emile (1938–2024), belgischer Radrennfahrer
- Daems, Filip (* 1978), belgischer FußballspielerFilip Daems (* 1978)

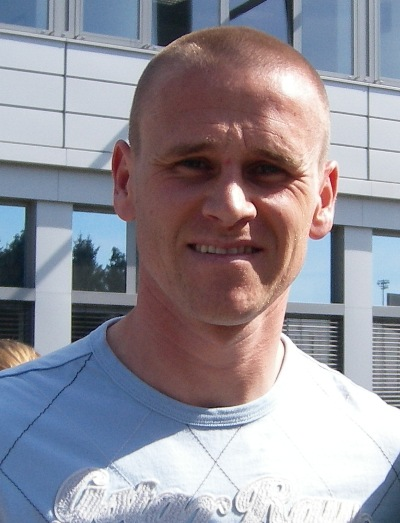
Filip Daems (* 1978)

- Daems, Johann Georg Christian (1774–1856), deutscher Kaufmann und Kunstsammler
- Daems, Josy (* 2006), deutsche Tennisspielerin
- Daems, Rik (* 1959), flämischer Politiker, Kunstmaler und Weinhändler
- Daems, Willem Frans (1911–1994), niederländischer Pharmazeut, Pharmaziehistoriker und Anthroposoph

### Daen
- Daendels, Herman Willem (1762–1818), niederländischer General
- Daenell, Ernst Robert (1872–1921), deutscher Historiker und Hochschullehrer
- Daenen, Adhémar (1853–1930), belgischer Soldat und Kolonialadministrator
- Daeninck, Benoît (* 1981), französischer Radrennfahrer
- Daeninckx, Didier (* 1949), französischer Krimiautor
- Daenschel, Matthias (* 1970), deutscher Animator und Filmregisseur
- Daenzer, Carl (1820–1906), deutsch-amerikanischer Journalist und Publizist

### Daep
- Daepp-Heiniger, Susanna (* 1938), Schweizer Politikerin (SVP)

### Daer
- Daerden, Frédéric (* 1970), belgischer Politiker (PS), MdEP
- Daerden, Koen (* 1982), belgischer Fußballspieler
- Daerden, Michel (1949–2012), belgischer Politiker und Minister
- Daerr, Carsten (* 1975), deutscher Jazzpianist
- Daerr, Eberhard (1912–2005), deutscher Mediziner, Inspekteur des Sanitätsdienstes der Bundeswehr
- Daerr, Hans-Joachim (* 1943), deutscher Botschafter
- Daerr, Joachim (1909–1986), deutscher Landschaftsmaler, Graphiker und Kunsterzieher
- Daerr, Justin (* 1981), US-amerikanischer Triathlet
- Daerr, Wolf (* 1948), deutscher Diplomat

### Daes
- Daes, Erica-Irene (1925–2017), griechische Juristin, Diplomatin und UN-Funktionärin
- Daeschner, Émile (1863–1928), französischer Botschafter
- Daeschner, Léon (* 1894), deutscher Rechtswissenschaftler
- Dăescu, Andrei (* 1988), rumänischer Tennisspieler
- Daesslé Segura, Jorge (* 1898), mexikanischer Botschafter
- Daesung (* 1989), südkoreanischer Popmusiker, Model, Schauspieler und Sänger der Band Big BangDaesung (* 1989)

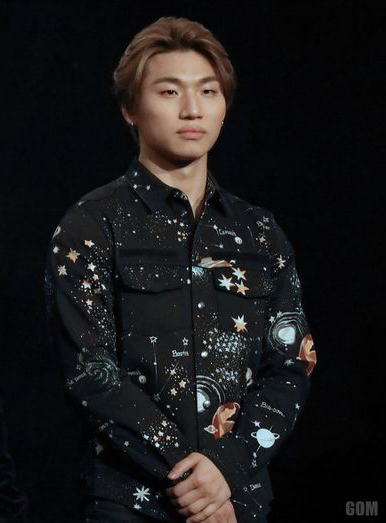
Daesung (* 1989)

### Daet
- Daetrius, Brandanus (1607–1688), deutscher lutherischer Theologe
- Daetwyler, Jean (1907–1994), Schweizer Dirigent und Komponist
- Daetwyler, Max (1886–1976), erster Schweizer Kriegsdienstverweigerer 1914
- Daetwyler, Willy (1919–2001), Schweizer Autorennfahrer und Unternehmer

### Daev
- Daeves, Karl (1893–1963), deutscher Eisenhüttenkundler

### Daew
- Daewe, Shin (* 1973), myanmarische Dokumentarfilmerin

### Daey
- Daeye, Hippolyte (1873–1952), belgischer Maler